# Flamanville (Sena Marítimo)
Flamanville es una comuna francesa situada en el departamento de Sena Marítimo, en la región de Normandía.

## Demografía
| 320 | 291 | 254 | 295 | 323 | 343 | 484 |
| Para los censos de 1962 a 1999 la población legal corresponde a la población sin duplicidades (Fuente: INSEE [Consultar]) |     |     |     |     |     |     |